# Војислав Илић (композитор)
Војислав Илић (Росомач, код Пирота, 1911 — Београд, 21. април 1999) био је српски диригент, композитор и педагог. Сахрањен је на Новом гробљу у Београду.
Заједно са Владимиром Ђорђевићем, Јованом Травњем и Петром Костићем спада у ствараоце чија се дјела одликују једноставном хармонизацијом и обрадом традиционалних напјева српске црквене музике.

## Диригентска каријера
Док је као стипендиста Светог Синода похађао Српску музичку школу показао је прве диригентске способности рукувођењем карловачког богословског хора и Првог београдског певачког друштва.

До Другог свјетског рата постао је познат као диригент мушког хора Православног богословског факултета у Београду са којим је представљао нову црквену хорску музику. Покровитељ хора био је патријарх Варнава, коме је јако било стало до унапређења српске духовне музике. Илић је руководио хором од оснивања, 1931. године, па до 1937. године. У том периоду имао је краћи прекид 1934. године, када га је мијењао Миленко Живковић. 

Од 1936. године пјевач у хору био је и Гојко Стојчевић, будући патријарх српски Павле. Од тог доба се између Војислава Илића и Гојка Стојчевића развило доживотно пријатељство. Патријарх Павле је доцније служио опијело на Илићевој сахрани.

Свој диригентски дар Војислав Илић је усредсредио на представљање савремених црквених хорских дјела највећих стваралаца међуратног раздобља.
Два најзапаженија хорска извођења под Илићевом диригентском палицом била су: премијера Милојевићеве „Литургије Светог Јована Златоустог“ у b-duru, опус 19, на Коларацу 1933. године и премијера Христићеве „Литургије Светог Јована Златоустог“ за мушки хор на Коларацу 1937. године. Христићева „Литургија“ успјешно је изведена исте те године и у Спомен дому краља Александра у Новом Саду. 

Музичка критика онога времена позитивно је оцијенила умјешност хора под руководством двадесетшестогодишњег Илића. „Хор студената [...] поред тога што звучи уједначено, младалачки, снажно и полетно, одликује се и тиме, што православну црквену музику пева са разумевањем и религиозним осећањем.“ (цитат: Светомир Настасијевић, Литургија од г. Стевана Христића, Правда, 8. април 1937)

Ово је свакако заслуга младога Илића, јер је по његовом одласку у Њемачку, ниво интерпретације хора опао до те мјере да је планирана југословенска турнеја морала бити отказана.

Милоје Милојевић је био професор Илићу на првој години студија. Након извођења Христићеве „Литургије Светог Јована Златоустог“ веома је похвалио диригента „који се развија све солидније и постаје нада оних композитора који рачунају на обавезан хришћански однос према њима од стране црквених људи, јер се интересује црквом“. (цитат: Милоје Милојевић, Литургија за мушки хор од Стевана Христића, Политика, 7. април 1937)

## Стваралаштво
Заједно са Владимиром Ђорђевићем, Јованом Травњем и Петром Костићем, Војислав Илић припада групи композитора која је његовала стварање хорске музике на основу традиционалних хармонизација и обрада српских црквених напјева.

У вријеме берлинских студија (1937—1940) написао је чак осам литургија по мелодијским мотивима гласова српског Осмогласника.

## Педагошки рад
Пуних тридесет година обављао је педагошки рад на Музичкој академији у Београду. Одшколовао је неколицину веома успјешних диригената који су сстекли свјетску славу. Своје хришћанско музичко-естетске ставове изказао је кроз писану ријеч („Да кроз лепо примамо спасоносно“, Каленић, 1981). Бавио се уредничким и редакторским послом.

## Списак дјела
„Херувимска песма“ у es-molu, (1936),

Осам литургија по гласовима Осмогласника, (1937—1940),

Нема леба (1492),